# Jonas Deutschlender
Jonas Deutschlender (auch Jonas Deutschländer, * im 17. Jahrhundert in Fraustadt; † 1661 in Warschau) war ein deutscher Mediziner.

## Leben
Jonas Deutschlender wirkte Mitte des 17. Jahrhunderts als Arzt des Königs von Polen sowie des Königs von Schweden.
Im Mai 1661 wurde Jonas Deutschlender als Mitglied (Matrikel-Nr. 18) in die Academia Naturae Curiosorum, die heutige Deutsche Akademie der Naturforscher Leopoldina, aufgenommen.